# Phare de Blankenberge
Le phare de Blankenberge est le phare principal de Blankenberge en Belgique, qui compte également deux petits feux d'entrée de port. Il est également appelé phare de la Jetée du Comte Jean.
- Référence internationale : B 0112
- Visible entre 65° et 245°

Il ne se visite pas, mais le rez-de-chaussée abrite un petit musée maritime.